# صموئيل ر. ثاير
صموئيل ر. ثاير (بالإنجليزية: Samuel R. Thayer)‏ هو دبلوماسي ومحامي أمريكي، ولد في 12 ديسمبر 1837 في نيويورك في الولايات المتحدة، وتوفي في 7 يناير 1909 في روتشستر في الولايات المتحدة.